# Bezirk Wien-Umgebung
Bezirk Wien-Umgebung er et distrikt i Niederösterreich, som opstod i 1954, da det blev fraskilt fra Wien. Det består af fire usammenhængende områder, nemlig henholdsvis omkring Klosterneuburg, Schwechat, Purkersdorf og Gerasdorf.
Bezirksformanden har sit sæde i Klosterneuburg, men har dog også kontorer i de andre områder, så man ikke ubetinget må til Klosterneuburg for at komme til bestyrelsen.
Der er hele tiden diskussioner om hvorvidt man bør tilslutte kommunerne til de tilgrænsende bezirke. Disse er dog imod. 

## Kommuner
- Ebergassing
  - Ebergassing, Wienerherberg
- Fischamend
  - Fischamend-Dorf, Fischamend-Markt
- Gablitz
- Gerasdorf bei Wien
  - Gerasdorf, Seyring
- Gramatneusiedl
- Himberg bei Wien
  - Himberg bei Wien, Velm, Pellendorf, Gutenhof
- Klein-Neusiedl
- Klosterneuburg
  - Höflein an der Donau, Kierling, Klosterneuburg, Kritzendorf, Maria Gugging, Weidling, Weidlingbach
- Lanzendorf
- Leopoldsdorf
- Maria Lanzendorf
- Mauerbach
  - Hainbach, Mauerbach, Steinbach
- Moosbrunn
- Pressbaum
  - Au am Kraking, Pfalzau, Pressbaum, Rekawinkel
- Purkersdorf
- Rauchenwarth
- Schwadorf
- Schwechat
  - Kledering, Mannswörth, Rannersdorf, Schwechat
- Tullnerbach
  - Irenental, Tullnerbach-Lawies, Untertullnerbach
- Wolfsgraben
- Zwölfaxing